# Гуляницький Олексій Феодосійович
Олексі́й Феодо́сійович Гуляни́цький (2 березня 1933, Мінеральні Води Ставропольського краю — 10 жовтня 2021, Ялта) — український диригент, заслужений діяч мистецтв УРСР, народний артист УРСР.

## Життєпис
О. Ф. Гуляницький народився 2 березня 1933 року в місті Мінеральні Води Ставропольського краю. Виховувався у сім'ї народного художника України Григорія Світлицького.
У 1957 році закінчив Київську консерваторію. В 1957 - 1963 роках  — артист Державного симфонічного оркестру Української РСР.
1963 року стажувався в Москві у диригента Ігоря Маркевича, 1965 року закінчив аспірантуру.
В 1965—2005 роках був диригентом,  головним диригентом   та художнім керівником симфонічного оркестру Кримської філармонії.
Провінційний оркестр, створений в 1937 р., перетворив  у високопрофесійний музичний колектив —  симфонічний оркестр Кримської філармонії.
У 1975—1990 роках входив до складу журі республіканських конкурсів інструменталістів, що відбувалися в Києві, Харкові та Львові.
1977 року з його ініціативи засновано Ялтинський камерний оркестр.
З 1980 року був головою Кримського відділення Всеукраїнського музичного товариства.
У 1992 році диригував на Міжнародному конкурсі піаністів ім. Ф. Шопена в Москві.
Займався викладацькою діяльністю, очолює кафедру диригування, вокалу і хорового мистецтва Кримського гуманітарного університету.
1998 року увійшов до складу колегії Міністерства культури Криму, комітету по нагородах АР Крим, був  радником по культурі Ялтинського міського голови.
Є почесним громадянином Ялти.
Помер 10 жовтня 2021 року в Ялті.

##### Творча діяльність
За творче життя дав понад 2000 концертів, 40 років — за диригентським пультом.
Перший виконавець творів українських композиторів В. Гомоляки, А. Штогаренка, І. Коваля, Алемдара Караманова.
Протягом 1996—2000 років диригував на конкурсі «Нові імена юних зірок України» в Києві та Донецьку.
У  1997 році  випустив 2 компакт-диски, до яких увійшли твори Р. Ваґнера, Р. Штраусса, П. Чайковського, А. Лядова, І. Бахшиша, О. Респіґі, А. Караманова.
Входив до складу журі міжнародного конкурсу диригентів ім. С. Турчака в Києві та ім. Караманова в Сімферополі.
Виступав з 53 оркестрами колишнього Радянського Союзу та 14 зарубіжними колективами. Провів понад 50 авторських концертів за творами українських  композиторів (більшість – 1-е виконання), зокрема А. Штогаренка, В. Гомоляки, І. Шамо, Г. Майбороди, Б. Лятошинського, В. Губаренка.

## Родина
- Дід:  Світлицький Григорій Петрович  — перший Народний художник УРСР.
- Батько: Гуляницький Феодосій Михайлович — лікар-хірург, доктор медичних наук, професор.
- Син: Гуляницький Олексій Олексійович — заслужений артист АР Крим.

## Нагороди
- Орден «Знак пошани» (1981).
- Орден «За заслуги» 3 ступеня (1999)
- Почесна грамота Президії Верховної Ради Української РСР
- Почесна грамота Кабінету Міністрів України
- Державні премії АР Крим (1993,1998)
- Почесні звання:  заслужений діяч мистецтв УРСР (1974), народний артист УРСР (1983), заслужений діяч мистецтв АР Крим (2003).